# Joel McIver
Joel McIver (nacido en 1971) es un escritor británico. El más conocido de sus 21 libros hasta la fecha es el best-seller Justice For All: The Truth About Metallica, publicado por primera vez en 2004 y publicado en nueve lenguajes desde entonces. Otros trabajos de McIver incluyen biografías de Black Sabbath, Slayer, Ice Cube y Queens Of The Stone Age. Sus escritos aparecen también en periódicos y revistas tales como The Guardian, Metal Hammer, Classic Rock y Rolling Stone. Es un invitado frecuente en cadenas de radio de la BBC relacionadas con la música y los comerciales. 
En la introducción al libro de Neil Daniels, All Pens Blazing del 2009, el escritor Martin Popoff describió a McIver como "probablemente el mejor escritor "rock" del mundo". En la reseña de un libro en abril del 2012, la revista Classic Rock etiquetó a McIver como "por mucho el autor Británico de hard rock/metal más prolífico".
Así como escribe sus propios libros, también coescribe memorias de músicos del rock, sus trabajos más notables es este aspecto son  con el bajista de Deep Purple, Glenn Hughes, cuya biografía fue publicada en mayo del 2011, con Max Cavalera (Sepultura, Soulfly, Cavalera Conspiracy), cuyo libro aparecerá en 2013 y con el bajista de Megadeth, David Ellefson, cuyas memorias aparecerán también en 2013.
McIver es alumno de la Backwell School y de la Universidad de Edimburgo.